# Кубок Англії з футболу 2002—2003
Кубок Англії з футболу 2002—2003 — 122-й розіграш найстарішого футбольного турніру у світі, Кубка виклику Футбольної Асоціації, також відомого як Кубок Англії.

## Кваліфікаційні раунди
Усі клуби, що беруть участь у змаганнях, але не грають Прем'єр-лізі або в Чемпіоншипі повинні пройти кваліфікаційні раунди.

## Перший раунд
На цій стадії турніру починають грати клуби з Першої та Другої ліг.
| Дата                      | Господарі                  | Рахунок      | Гості                         | Глядачі |
| ------------------------- | -------------------------- | ------------ | ----------------------------- | ------- |
| 16 листопада              | Фарнборо (5)               | 5:1          | Харрогейт Таун (6)            | 1 090   |
| 16 листопада              | Тайвертон Таун (6)         | 1:1          | Кроулі Таун (6)               | 1 840   |
| 26 листопада Перегравання | Кроулі Таун (6)            | 3:2          | Тайвертон Таун (6)            | 3 907   |
| 16 листопада              | Дувр Атлетік (6)           | 0:1          | Оксфорд Юнайтед (4)           | 4 186   |
| 16 листопада              | Нортвіч Вікторія (5)       | 0:3          | Сканторп Юнайтед (4)          | 1 724   |
| 16 листопада              | Бері (4)                   | 0:3          | Плімут Аргайл (3)             | 2 987   |
| 16 листопада              | Вікем Вондерерз (3)        | 2:4          | Брентфорд (3)                 | 5 673   |
| 16 листопада              | Йовіл Таун (5)             | 0:2          | Челтенгем Таун (3)            | 6 455   |
| 16 листопада              | Галл Сіті (4)              | 0:3          | Маклсфілд Таун (4)            | 7 803   |
| 16 листопада              | Честерфілд (3)             | 1:2          | Моркам (5)                    | 3 703   |
| 16 листопада              | Кіддермінстер Гарріерз (4) | 2:2          | Рашден енд Даймондс (4)       | 3 079   |
| 26 листопада Перегравання | Рашден енд Даймондс (4)    | 2:1          | Кіддермінстер Гарріерз (4)    | 3 391   |
| 16 листопада              | Борнмут (4)                | 2:1          | Донкастер Роверз (5)          | 5 371   |
| 16 листопада              | Дагенем енд Ребридж (5)    | 3:2          | Гевент енд Вотерлувіль (6)    | 1 546   |
| 16 листопада              | Тім Бат (8)                | 2:4          | Менсфілд Таун (3)             | 5 469   |
| 16 листопада              | Свіндон Таун (3)           | 1:0          | Гаддерсфілд Таун (3)          | 4 210   |
| 16 листопада              | Бристоль Роверз (4)        | 0:0          | Ранкорн (6)                   | 4 135   |
| 26 листопада Перегравання | Ранкорн (6)                | 1:3 дч       | Бристоль Роверз (4)           | 2 444   |
| 16 листопада              | Барнслі (3)                | 1:4          | Блекпул (3)                   | 6 857   |
| 16 листопада              | Лейтон Орієнт (4)          | 1:1          | Маргейт (5)                   | 3 605   |
| 26 листопада Перегравання | Маргейт (5)                | 1:0          | Лейтон Орієнт (4)             | 2 048   |
| 16 листопада              | Олдем Атлетік (3)          | 2:2          | Бертон Альбіон (5)            | 4 135   |
| 27 листопада Перегравання | Бертон Альбіон (5)         | 1:1 пен. 4:5 | Олдем Атлетік (3)             | 2 444   |
| 16 листопада              | Барроу (6)                 | 2:0          | Мур Грін (6)                  | 2 650   |
| 16 листопада              | Шрусбері Таун (4)          | 4:0          | Стаффорд Рейнджерс (6)        | 5 114   |
| 16 листопада              | Саутенд Юнайтед (4)        | 1:1          | Гартліпул Юнайтед (4)         | 4 984   |
| 26 листопада Перегравання | Гартліпул Юнайтед (4)      | 1:2          | Саутенд Юнайтед (4)           | 4 080   |
| 16 листопада              | Герефорд Юнайтед (5)       | 0:1          | Віган Атлетік (3)             | 4 005   |
| 16 листопада              | Порт Вейл (3)              | 0:1          | Кру Александра (3)            | 5 507   |
| 16 листопада              | Скарборо (5)               | 0:0          | Кембридж Юнайтед (4)          | 2 084   |
| 26 листопада Перегравання | Кембридж Юнайтед (4)       | 2:1          | Скарборо (5)                  | 3 373   |
| 16 листопада              | Стівенідж Боро (5)         | 1:0          | Гастінгс Юнайтед (6)          | 1 821   |
| 16 листопада              | Колчестер Юнайтед (3)      | 0:1          | Честер Сіті (5)               | 2 901   |
| 16 листопада              | Торкі Юнайтед (4)          | 5:0          | Борем Вуд (6)                 | 2 739   |
| 16 листопада              | Воксголл Моторс (6)        | 0:0          | Квінз Парк Рейнджерс (3)      | 3 507   |
| 26 листопада Перегравання | Квінз Парк Рейнджерс (3)   | 1:1 пен. 3:4 | Воксголл Моторс (6)           | 5 336   |
| 16 листопада              | Слау Таун (7)              | 1:2          | Гаррогейт Рейлвей Атлетік (8) | 1 687   |
| 16 листопада              | Карлайл Юнайтед (4)        | 2:1          | Лінкольн Сіті (4)             | 4 388   |
| 16 листопада              | Хейбрідж Свіфтс (6)        | 0:7          | Бристоль Сіті (3)             | 2 046   |
| 16 листопада              | Рочдейл (4)                | 3:2          | Пітерборо Юнайтед (3)         | 2 566   |
| 16 листопада              | Рексем (6)                 | 0:2          | Дарлінгтон (3)                | 3 442   |
| 16 листопада              | Лутон Таун (3)             | 4:0          | Гайзлі (7)                    | 5 248   |
| 16 листопада              | Саутпорт (5)               | 4:2          | Ноттс Каунті (3)              | 3 519   |
| 16 листопада              | Транмер Роверз (3)         | 2:2          | Кардіфф Сіті (3)              | 5 592   |
| 26 листопада Перегравання | Кардіфф Сіті (3)           | 2:1          | Транмер Роверз (3)            | 6 583   |
| 16 листопада              | Нортгемптон Таун (3)       | 3:2          | Бостон Юнайтед (4)            | 4 373   |
| 16 листопада              | Стокпорт Каунті (3)        | 4:1          | Сент-Олбанс Сіті (6)          | 3 303   |
| 17 листопада              | Форест Грін Роверс (5)     | 0:0          | Ексетер Сіті (4)              | 2 147   |
| 26 листопада Перегравання | Ексетер Сіті (4)           | 2:1          | Форест Грін Роверс (5)        | 2 951   |
| 26 листопада              | Йорк Сіті (4)              | 2:1          | Свонсі Сіті (4)               | 2 948   |

## Другий раунд
До другого раунду увійшли переможці першого раунду.
| Дата                   | Господарі                     | Рахунок | Гості                   | Глядачі |
| ---------------------- | ----------------------------- | ------- | ----------------------- | ------- |
| 7 грудня               | Моркам (5)                    | 3:2     | Честер Сіті (5)         | 4 293   |
| 7 грудня               | Шрусбері Таун (4)             | 3:1     | Барроу (6)              | 4 210   |
| 7 грудня               | Дарлінгтон (3)                | 4:1     | Стівенідж Боро (5)      | 3 351   |
| 7 грудня               | Олдем Атлетік (3)             | 1:2     | Челтенгем Таун (3)      | 4 416   |
| 7 грудня               | Маклсфілд Таун (4)            | 2:0     | Воксголл Моторс (6)     | 2 972   |
| 7 грудня               | Кембридж Юнайтед (4)          | 2:2     | Нортгемптон Таун (3)    | 5 076   |
| 17 грудня Перегравання | Нортгемптон Таун (3)          | 0:1     | Кембридж Юнайтед (4)    | 4 591   |
| 7 грудня               | Ексетер Сіті (4)              | 3:1     | Рашден енд Даймондс (4) | 2 277   |
| 7 грудня               | Саутпорт (5)                  | 0:3     | Фарнборо (5)            | 2 534   |
| 7 грудня               | Кроулі Таун (6)               | 1:2     | Дагенем енд Ребридж (5) | 4 516   |
| 7 грудня               | Бристоль Роверз (4)           | 1:1     | Рочдейл (4)             | 4 369   |
| 17 грудня Перегравання | Рочдейл (4)                   | 3:2     | Бристоль Роверз (4)     | 2 206   |
| 7 грудня               | Віган Атлетік (3)             | 3:0     | Лутон Таун (3)          | 4 544   |
| 7 грудня               | Стокпорт Каунті (3)           | 0:3     | Плімут Аргайл (3)       | 3 571   |
| 7 грудня               | Саутенд Юнайтед (4)           | 1:1     | Борнмут (4)             | 5 721   |
| 17 грудня Перегравання | Борнмут (4)                   | 3:2     | Саутенд Юнайтед (4)     | 5 456   |
| 7 грудня               | Йорк Сіті (4)                 | 1:2     | Брентфорд (3)           | 3 517   |
| 7 грудня               | Маргейт (5)                   | 0:3     | Кардіфф Сіті (3)        | 1 362   |
| 7 грудня               | Сканторп Юнайтед (4)          | 0:0     | Карлайл Юнайтед (4)     | 3 590   |
| 23 грудня Перегравання | Карлайл Юнайтед (4)           | 0:1     | Сканторп Юнайтед (4)    | 6 809   |
| 7 грудня               | Блекпул (3)                   | 3:1     | Торкі Юнайтед (4)       | 5 014   |
| 7 грудня               | Кру Александра (3)            | 3:0     | Менсфілд Таун (3)       | 4 563   |
| 8 грудня               | Гаррогейт Рейлвей Атлетік (8) | 1:3     | Бристоль Сіті (3)       | 3 500   |
| 8 грудня               | Оксфорд Юнайтед (4)           | 1:0     | Свіндон Таун (3)        | 11 645  |

## Третій раунд
Переможці другого раунду зіграли з усіма командами з Прем'єр-ліги та Чемпіоншипу.
| Дата                  | Господарі                   | Рахунок      | Гості                        | Глядачі |
| --------------------- | --------------------------- | ------------ | ---------------------------- | ------- |
| 4 січня               | Арсенал                     | 2:0          | Оксфорд Юнайтед (4)          | 35 432  |
| 4 січня               | Астон Вілла                 | 1:4          | Блекберн Роверз              | 23 884  |
| 4 січня               | Блекпул (3)                 | 1:2          | Крістал Пелес (2)            | 9 062   |
| 4 січня               | Болтон Вондерерз            | 1:1          | Сандерленд                   | 10 123  |
| 14 січня Перегравання | Сандерленд                  | 2:0          | Болтон Вондерерз             | 14 550  |
| 4 січня               | Борнмут (4)                 | 0:0          | Кру Александра (3)           | 7 252   |
| 14 січня Перегравання | Кру Александра (3)          | 2:2 пен. 1:3 | Борнмут (4)                  | 14 550  |
| 4 січня               | Брентфорд (3)               | 1:0          | Дербі Каунті (2)             | 8 709   |
| 4 січня               | Кембридж Юнайтед (4)        | 1:1          | Міллволл (2)                 | 6 864   |
| 14 січня Перегравання | Міллволл (2)                | 3:2          | Кембридж Юнайтед (4)         | 7 031   |
| 4 січня               | Кардіфф Сіті (3)            | 2:2          | Ковентрі Сіті (2)            | 16 013  |
| 15 січня Перегравання | Ковентрі Сіті (2)           | 3:0          | Кардіфф Сіті (3)             | 11 997  |
| 4 січня               | Чарльтон Атлетик            | 3:1          | Ексетер Сіті (4)             | 18 107  |
| 4 січня               | Челсі                       | 1:0          | Мідлсбро                     | 29 796  |
| 4 січня               | Дарлінгтон (3)              | 2:3          | Фарнборо (5)                 | 4 260   |
| 4 січня               | Грімсбі Таун (2)            | 2:2          | Бернлі (2)                   | 5 350   |
| 14 січня Перегравання | Бернлі (2)                  | 4:0          | Грімсбі Таун (2)             | 5 436   |
| 4 січня               | Іпсвіч Таун (2)             | 4:0          | Моркам (5)                   | 18 529  |
| 4 січня               | Лестер Сіті (2)             | 2:0          | Бристоль Сіті (3)            | 25 858  |
| 4 січня               | Маклсфілд Таун (4)          | 0:2          | Вотфорд (2)                  | 4 244   |
| 4 січня               | Манчестер Юнайтед           | 4:1          | Портсмут (2)                 | 67 222  |
| 4 січня               | Плімут Аргайл (3)           | 2:2          | Дагенем енд Ребридж (5)      | 11 885  |
| 14 січня Перегравання | Дагенем енд Ребридж (5)     | 2:0          | Плімут Аргайл (3)            | 4 530   |
| 4 січня               | Престон Норт-Енд (2)        | 1:2          | Рочдейл (4)                  | 8 762   |
| 4 січня               | Ротергем Юнайтед (2)        | 0:3          | Вімблдон (2)                 | 4 527   |
| 4 січня               | Сканторп Юнайтед (4)        | 0:2          | Лідс Юнайтед                 | 8 328   |
| 4 січня               | Шеффілд Юнайтед (2)         | 4:0          | Челтенгем Таун (3)           | 9 166   |
| 4 січня               | Шрусбері Таун (4)           | 2:1          | Евертон                      | 7 266   |
| 4 січня               | Саутгемптон                 | 4:0          | Тоттенгем Готспур            | 25 589  |
| 4 січня               | Сток Сіті (2)               | 3:0          | Віган Атлетік (3)            | 9 618   |
| 4 січня               | Волсолл (2)                 | 0:0          | Редінг (2)                   | 5 987   |
| 14 січня Перегравання | Редінг (2)                  | 1:1 пен. 1:4 | Волсолл (2)                  | 8 767   |
| 4 січня               | Вест Бромвіч Альбіон        | 3:1          | Бредфорд Сіті (2)            | 19 909  |
| 4 січня               | Вест Гем Юнайтед            | 3:2          | Ноттінгем Форест (2)         | 29 612  |
| 5 січня               | Фулгем                      | 3:1          | Бірмінгем Сіті               | 9 203   |
| 5 січня               | Манчестер Сіті              | 0:1          | Ліверпуль                    | 28 586  |
| 5 січня               | Вулвергемптон Вондерерз (2) | 3:2          | Ньюкасл Юнайтед              | 27 316  |
| 7 січня               | Джиллінгем (2)              | 4:1          | Шеффілд Венсдей (2)          | 6 434   |
| 14 січня              | Норвіч Сіті (2)             | 3:1          | Брайтон енд Гоув Альбіон (2) | 17 205  |

## Четвертий раунд
У цьому раунді зіграли переможці попереднього етапу.
| Дата                  | Господарі                   | Рахунок      | Гості                   | Глядачі |
| --------------------- | --------------------------- | ------------ | ----------------------- | ------- |
| 25 січня              | Блекберн Роверз             | 3:3          | Сандерленд              | 14 315  |
| 5 лютого Перегравання | Сандерленд                  | 2:2 пен. 3:0 | Блекберн Роверз         | 15 745  |
| 25 січня              | Брентфорд (3)               | 0:3          | Бернлі (2)              | 9 563   |
| 25 січня              | Фарнборо (5)                | 1:5          | Арсенал                 | 35 108  |
| 25 січня              | Джиллінгем (2)              | 1:1          | Лідс Юнайтед            | 11 093  |
| 4 лютого Перегравання | Лідс Юнайтед                | 2:1          | Джиллінгем (2)          | 29 355  |
| 25 січня              | Норвіч Сіті (2)             | 1:0          | Дагенем енд Ребридж (5) | 21 164  |
| 25 січня              | Рочдейл (4)                 | 2:0          | Ковентрі Сіті (2)       | 9 156   |
| 25 січня              | Шеффілд Юнайтед (2)         | 4:3          | Іпсвіч Таун (2)         | 12 757  |
| 25 січня              | Саутгемптон                 | 1:1          | Міллволл (2)            | 23 809  |
| 5 лютого Перегравання | Міллволл (2)                | 1:2          | Саутгемптон             | 10 197  |
| 25 січня              | Волсолл (2)                 | 1:0          | Вімблдон (2)            | 6 693   |
| 25 січня              | Вотфорд (2)                 | 1:0          | Вест Бромвіч Альбіон    | 16 975  |
| 25 січня              | Вулвергемптон Вондерерз (2) | 4:1          | Лестер Сіті (2)         | 28 164  |
| 26 січня              | Крістал Пелес (2)           | 0:0          | Ліверпуль               | 26 054  |
| 5 лютого Перегравання | Ліверпуль                   | 0:2          | Крістал Пелес (2)       | 35 109  |
| 26 січня              | Фулгем                      | 3:0          | Чарльтон Атлетик        | 12 203  |
| 26 січня              | Манчестер Юнайтед           | 6:0          | Вест Гем Юнайтед        | 67 181  |
| 26 січня              | Шрусбері Таун (4)           | 0:4          | Челсі                   | 7 950   |
| 26 січня              | Сток Сіті (2)               | 3:0          | Борнмут (4)             | 12 004  |

## П'ятий раунд
На цьому етапі зіграли переможці попереднього раунду.
| Дата                   | Господарі                   | Рахунок | Гості           | Глядачі |
| ---------------------- | --------------------------- | ------- | --------------- | ------- |
| 15 лютого              | Манчестер Юнайтед           | 0:2     | Арсенал         | 67 209  |
| 15 лютого              | Шеффілд Юнайтед (2)         | 2:0     | Волсолл (2)     | 17 510  |
| 15 лютого              | Саутгемптон                 | 2:0     | Норвіч Сіті (2) | 31 103  |
| 15 лютого              | Сандерленд                  | 0:1     | Вотфорд (2)     | 26 916  |
| 16 лютого              | Крістал Пелес (2)           | 1:2     | Лідс Юнайтед    | 24 512  |
| 16 лютого              | Фулгем                      | 1:1     | Бернлі (2)      | 13 062  |
| 26 лютого Перегравання | Бернлі (2)                  | 3:0     | Фулгем          | 11 635  |
| 16 лютого              | Сток Сіті (2)               | 0:2     | Челсі           | 26 615  |
| 16 лютого              | Вулвергемптон Вондерерз (2) | 3:1     | Рочдейл (4)     | 23 921  |

## Шостий раунд
На цьому етапі зіграли переможці попереднього раунду.
| Дата                    | Господарі           | Рахунок | Гості                       | Глядачі |
| ----------------------- | ------------------- | ------- | --------------------------- | ------- |
| 8 березня               | Арсенал             | 2:2     | Челсі                       | 38 104  |
| 25 березня Перегравання | Челсі               | 1:3     | Арсенал                     | 41 456  |
| 9 березня               | Шеффілд Юнайтед (2) | 1:0     | Лідс Юнайтед                | 24 633  |
| 9 березня               | Вотфорд (2)         | 2:0     | Бернлі (2)                  | 31 715  |
| 9 березня               | Саутгемптон         | 2:0     | Вулвергемптон Вондерерз (2) | 20 336  |

## Півфінали
У півфіналах зіграли команди, що перемогли на попередньому етапі.
| Дата      | Господарі           | Рахунок | Гості       | Глядачі |
| --------- | ------------------- | ------- | ----------- | ------- |
| 13 квітня | Шеффілд Юнайтед (2) | 0:1     | Арсенал     | 59 170  |
| 13 квітня | Саутгемптон         | 2:1     | Вотфорд (2) | 42 603  |

## Фінал
| 17 травня 2003 |

| Арсенал   | 1:0      | Саутгемптон |
| --------- | -------- | ----------- |
| Пірес 38' | Протокол |             |

| Мілленіум, Кардіфф Глядачів: 73 726 Арбітр: Грехем Барбер |